# Orahovica
Orahovica er en by i Slavonien, i distriktet Virovitica-Podravina i Kroatien. Den ligger på skråningerne af bjerget Papuk og ved statsvej D2 Varaždin-Koprivnica-Našice-Osijek.

## Geografi
Byen Orahovica ligger 20 km nordvest for Našice i en højde af 185 moh. Mod nord strækker den sig ind i lavlandet. Mod sydøst grænser den op til skråningerne af Papuk- og Krndija-bjergene og dermed Papuk Naturpark. Orahovica har et areal på 123,9 km².

## Historie
Navnet Orahovica er afledt af ordet orah, som betyder valnøddetræ.
Orahovica blev første gang officielt nævnt i år 1228 i et historisk dokument udstedt af kong Andreas 2. af Ungarn. Ružica-fæstningen, ikke langt fra Orahovica, blev nævnt første gang i 1357 som en kongelig ejendom. I det 15. og første halvdel af det 16. århundrede var byen et blomstrende samfund ejet af forskellige patriciere (Nikola Kont, Lovro Iločki, Ladislav Iločki, Ladislav More etc.).
Süleyman den Prægtige erobrede Orahovica under sit felttog i 1542. Den blev omdøbt til "Rahoviçe" og var oprindeligt kaza-center i Sandjak af Pojega, som oprindeligt var en del af Budin Eyalet (1542-1580). Det tyrkiske styre varede indtil år 1687. Efter befrielsen og frem til slutningen af det 19. århundrede ejede mange fremtrædende adelsfamilier, som Pejačević-familien og Mihalović-familien, byen.
I slutningen af det 19. århundrede og begyndelsen af det 20. århundrede var Orahovica en del af Virovitica distrikt i Kongeriget Kroatien-Slavonien.
Under den kroatiske selvstændighedskrig led Orahovica under en række granatangreb, der forårsagede visse materielle skader.